# Цедербаум, Маргарита Осиповна
Маргарита Осиповна Цедербаум (1889, Санкт-Петербург, Российская империя — ?, Советский Союз) — деятель меньшевистской оппозиции в Советском Союзе. Сестра Ю. О. Цедербаума, Н. О. Цедербаум, С. О. Цедербаума, Л. О. Цедербаум, В. О. Цедербаума, Е. О. Цедербаум.

## Биография
Родилась в еврейской семье учёного и предпринимателя Иосифа Александровича Цедербаума и Ревекки Юльевны Розенталь. Вышла замуж за Абрама Никифоровича Алейникова, сотрудника народного комиссариата земледелия РСФСР, среди прочего занимавшегося обустройством за рубежом «Совета защиты детей», социал-демократа, который неоднократно арестовывался ВЧК, и не выпускался за границу. Арестована 26 декабря 1930, но уже 7 января 1931 постановлением коллегии ОГПУ из-под стражи освобождена.